# Thuần Khảm

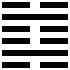
Trận đồ quẻ Thuận khảm

Quẻ Thuần Khảm, đồ hình:|::|: còn gọi là quẻ Khảm (坎 kan3), là quẻ thứ 29 trong Kinh Dịch.
- Nội quái là ☵ (:|: 坎 kan3) Khảm hay Nước (水).
- Ngoại quái là ☵ (:|: 坎 kan3) Khảm hay Nước (水).

Giải nghĩa: Hãm dã. Hãm hiểm. Hãm vào ở trong, xuyên sâu vào trong, đóng cửa lại, gập ghềnh, trắc trở, bắt buộc, kìm hãm, thắng. Khổ tận cam lai chi tượng: tượng hết khổ mới đến sướng.
THOÁN TỪ
DỊCH: Quẻ khảm, nhẫn nại gấp đôi, chỉ trong lòng có đức tin là hanh thông, hành động thì được trọng mà có công.

Tập khảm, hữu phu duy tâm hanh, hành hữu thượng. 習坎,有孚維心亨,行有尚。Tập 習– học lặp đi lặp lại, rèn luyện. Khảm 坎– chỗ hõm xuống, hốc lõm vào.
Tử Lộ đáp: Theo ý con có lẽ vì chúng ta chưa "nhân" chăng nên người ta chưa tin chúng ta? Có lẽ ta chưa "trí" chăng nên người ta không theo đạo chúng ta?
Khổng Tử bảo: Nào phải vậy. Này anh Do, nếu người nhân luôn được người ta tin thì sao Bá Di, Thúc Tề phải chết đói trong núi? Nếu người trí được mọi người nghe thì sao Tỷ Can lại bị giết.
Khổng Tử hỏi tiếp Tử Cống: Đạo của ta sai rồi chăng, mà sao ta gặp phải cảnh này? Tử Cống đáp: Đạo của thầy cao quá cho nên thiên hạ không ai dung nạp được thầy. Thầy nên hạ thấp xuống một chút.
Khổng Tử đáp: Này anh Tứ, người giỏi nghề nông, vãi giống rồi nhưng không tin chắc sẽ được gặt. Người thợ giỏi tuy làm khéo nhưng cũng không tin chắc là họ làm vừa lòng khách hàng. Người quân tử trau dồi đạo đức, theo đường chính mà giữ nó, điều chỉnh nó, nhưng không thể làm cho nó được người ta theo. Anh không lo trau dồi đạo của anh mà chỉ cầu người ta dung nạp anh. Chí của anh không xa.
Tử Cống ra Nhan Hồi vào. Khổng Tử lại hỏi như trước: "Chẳng phải con tê ngưu, chẳng phải con hổ mà cũng lang thang ở đồng vắng". Đạo của ta sai rồi chăng, mà sao ta gặp phải cảnh này.
Nhan Hồi đáp: Đạo của thầy cao quá cho nên thiên hạ không ai theo được, nhưng thầy cứ theo đó mà làm. Người ta không dung nạp được thầy thì đâu có hại gì? Chính vì người ta không dung nạp được thầy mà thầy mới là bậc quân tử. Đạo không được trau dồi, đó là điều làm chúng ta xấu hổ. Đạo đã được trau dồi rồi mà người ta vẫn không dung nạp, thì đó là điều xấu hổ của kẻ làm vua. Người ta không dung nạp được thầy thì đâu có hại gì? Chính vì người ta không dung nạp được thầy mà thầy mới là bậc quân tử.
LỜI TƯỢNG: nước chảy không ngừng là hình tượng của quẻ tập Khảm. Người quân tử lấy việc rèn luyện năng lực thực hiện làm trọng.

Tượng Viết: Thủy tấn chí, tập khảm, quân tử dĩ thường đức hạnh, tập giáo sự. 象曰: 水洊至,習坎,君子以常德行,習教事. Tấn = tiến 洊 – nước chảy không ngừng, lại một lần nữa. Chí 至 – đến. Thường 常– Lâu, mãi; Đạo Thường, đó là: nhân 仁, nghĩa 義, lễ 禮, trí 智, tín 信. Còn gọi là ngũ thường 五常 là cái lẽ phải thông thường mà người ta ai cũng phải có. Hành 行- Một âm là hạnh - đức hạnh. Năng lực là đức 德 thi hành gọi là hạnh 行. Đức hạnh 德行 – năng lực thực hiện.
CHIÊM: ♦ Quẻ này có 3 hào xấu (x). ♦ Thuần Khảm là một trong bốn quẻ hung hiểm tứ đại hung quái trong Kinh Dịch. Truân là trở ngại lúc đầu. Thuần Khảm trở ngại lúc đầu và cuối. Kiển trở ngại quãng giữa. Quẻ Khốn là trở ngại hơn hết. ♦ Một người rơi xuống giếng, lâm vào tình trạng cực kỳ khó khăn. ♦ Người đó được một người dùng dây kéo lên, được giúp đỡ trong lúc khó khăn. ♦ Một người đầu cọp, có người thế lực giúp bạn làm ăn. ♦ Con trâu và con chuột đen, năm tháng ngày giờ Tý, Sửu. ♦ Quẻ thuộc tháng 10, tốt về mùa xuân, xấu hạ, thu.
HÌNH: Thuyền lủng còn mắc cạn. 船漏沖瘫 Thuyền lậu trùng than.
TƯỢNG: Ngoài rỗng trong đặc. 外虛中實 Ngoại hư trung thực.
KHÍ CHẤT: Nhẫn nại.
DÁNG VẺ: Con heo.
HÀO TỪ
1. Hai lần hiểm, quen với nước, sụp vào hố nước sâu, xấu. (x)

Sơ lục: Tập khảm, nhập vu khảm đạm, hung. 初六。習坎,入于坎窞,凶。
2. Ở chỗ nước lại thêm hiểm, mong làm được chuyện nhỏ thôi thì mới làm được.

Cửu nhị: Khảm hữu hiểm, cầu tiểu đắc. 九二。坎有險,求小得。
3. Tới lui đều bị hãm, trước mặt là hiểm mà sau lưng lại dựa vào hiểm, chỉ càng sụp vào chỗ sâu hơn thôi, không làm gì được.(x)

Lục tam: Lai chi khảm khảm, hiểm thả chẩm, nhập vu khảm đạm, vật dụng. 六三。來之坎坎,險且枕,入于坎窞,勿用。 Đạm (= nằm) 窞 – cái hố sâu.
4. Như thể chỉ dâng một chén rượu, một rá thức ăn, có thêm cũng một tô thôi, đưa qua cửa sổ, rốt cuộc không có lỗi.

Lục tứ: Tôn tửu quỹ, nhị dụng phẫu, nạp ước tự dũ, chung vô cữu. 六四。樽酒簋,貳用缶,納約自牖,終無咎。
5. Nước chưa đầy, nhưng đến lúc nước đầy rồi, lặng rồi, thì sẽ khỏi hiểm, không có lỗi.

Cửu ngũ: Khảm bất doanh, kỳ ký bình, vô cữu. 九五。坎不盈,祗既平,無咎。 Kỳ=chi 祗=坻=小丘– gò đất nhỏ, tiểu đảo.
Vô công bất thụ lộc.
6. Đã trói bằng dây thừng to, lại đặt trong bụi gai, ba năm ra không được, xấu. (x)

Thượng lục: Hệ dụng huy mặc, trí vu tùng cức, tam tuế bất đắc, Hung. 上六。係用徽纆,寘于叢棘,三歲不得,凶。